# Vista Hermosa, Hidalgo
Vista Hermosa är en ort i Mexiko.   Den ligger i kommunen Ixmiquilpan och delstaten Hidalgo, i den sydöstra delen av landet, 120 km norr om huvudstaden Mexico City. Vista Hermosa ligger 1 792 meter över havet och antalet invånare är 119.
Terrängen runt Vista Hermosa är kuperad norrut, men söderut är den platt. Terrängen runt Vista Hermosa sluttar söderut. Runt Vista Hermosa är det ganska tätbefolkat, med 96 invånare per kvadratkilometer. Närmaste större samhälle är Ixmiquilpan, 8,0 km söder om Vista Hermosa. Trakten runt Vista Hermosa består till största delen av jordbruksmark.